# كارليل دبليو. كرين
كارليل دبليو. كرين هو سياسي أمريكي، ولد في 21 يوليو 1914، وتوفي في 22 فبراير 1992. نشط حزبياً في الحزب الجمهوري. وقد انتخب عضو جمعية نيوجيرسي العامة ‏.